# نبرد راسینیای
نبرد راسینیای یک نبرد بزرگ زرهی میان نیروهای ورماخت و ارتش سرخ در جریان جنگ جهانی دوم بود که در روزهای آغازین عملیات بارباروسا در نزدیکی شهر راسینیای در لیتوانی رخ داد. در این نبرد، لشکر دوم تانک از سپاه ۳ مکانیزه ارتش سرخ علیه مواضع لشکر ششم رزهی از سپاه ۴۱ موتوریزه ورماخت در جانب شرقی رود دوبیسا ضدحمله‌ای ترتیب داد و صدها تانک طرفین درگیر مبارزه‌ای سنگین شدند. در ساعات آغازین نبرد، تانک‌های قدرتمندتر کی‌وی-۱ و کی‌وی-۲ شوروی در مقابل تسلیحات ضعیف‌تر آلمانی دست بالا را داشتند؛ ولی در نهایت با اعزام نیروی کمکی توسط آلمانی‌ها، نیروهای ارتش سرخ محاصره و سپس منهدم شدند.

## پیش‌زمینه

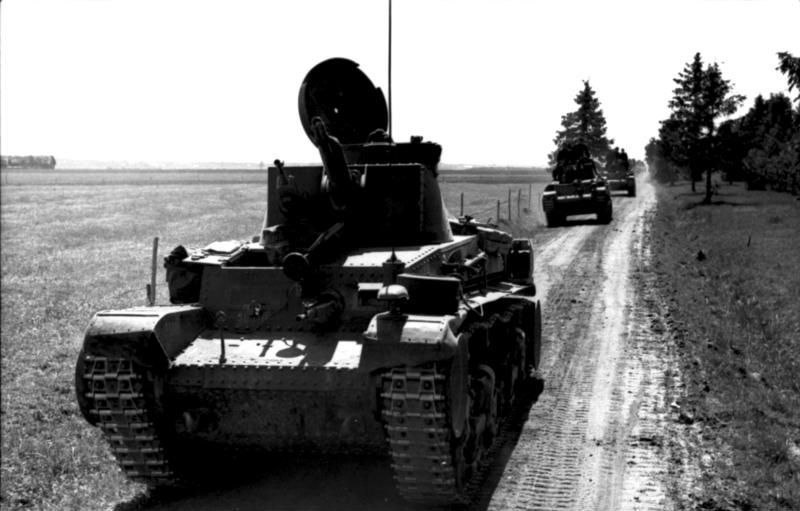
ستونی از تانک‌های پنتسر ۳۵(تی) لشکر ششم زرهی ورماخت، ژوئن ۱۹۴۱

عملیات بارباروسا، تهاجم آلمان به شوروی ساعت ۳ بامداد روز ۲۲ ژوئن سال ۱۹۴۱ آغاز شد. گروه زرهی ۴ ورماخت تحت فرمان ارتشبد اریش هوپنر نقش سرنیزه زرهی گروه ارتش شمال در منطقه بالتیک را بر عهده داشت. این گروه زرهی بی‌آنکه همانند دیگر گروه‌های زرهی وابسته‌به یک ارتش پیاده‌نظام باشد، با شروع عملیات، پیشروی سریع خود را آغاز کرد. لشکر ششم زرهی ورماخت به فرماندهی سرتیپ فرانتس لنتگراف به عنوان بخشی از سپاه ۴۱ موتوریزه در جناح شمالی گروه زرهی ۴، با هدف اولیه راسینیای، نیروهای جلودار خود را به دو گروه‌رزمی تقسیم کرد. در جناح راست گروه‌رزمی زِکِندورف — که یک گردان پیاده‌نظام، یک گردان موتورسوار، یک گردان تانک و یگان‌های پشتیبانی مهندسی، ضد تانک و ضدهوایی در اختیار داشت — وظیفه یافته بود از طریق جاده اصلی از جنوب به‌سوی راسینیای یورش ببرد. گروه‌رزمی راوس در جناح چپ با یک گردان پیاده‌نظام و یک گردان تانک نیز در محوری همگرا با دیگر گروه‌رزمی از جنوب غربی به سمت راسینیای در حرکت بود. روز ۲۳ ژوئن، گردان شناسایی لشکر با پیشروی در پیش‌رو، بر گذرگاه رود دوبیسا در شمال شرقی راسینیای استیلا یافت. در رویارویی با مقاومت پراکنده و ناهماهنگ دشمن، گروه‌های رزمی پیشروی خوبی انجام دادند و راسینیای را به‌سرعت تصرف کردند. گردان شناسایی با گذر از رود دوبیسا در کرانه شرقی آن، جای پایی برای لشکر باز کرد. زکندورف یگان‌های خود را به جانب پل‌های تحت کنترل گردان شناسایی پیش برد و راوس راه جانب شمالی را برای به‌دست‌آوردن گذرگاه‌های بیشتر در نزدیکی کاتائوسکیای، پیش گرفت.
در طرف مقابل، کمیساریای خلق در امور دفاع شوروی در شرایط خلع اطلاعاتی، با صدور فرمان شماره ۳ به سپهبد فیودور کوزنتسوف، فرمانده جبهه شمال غربی شوروی، دستور به اجرای ضد حمله قدرتمند از ناحیه کاوناس به جناحین یا پشت نیروهای دشمن در منطقه سوواوکی و تصرف این منطقه تا پایان روز ۲۴ ژوئن را داد. قبل از آن که این فرمان خوشبینانه ساعت ۱۰ صبح روز ۲۳ ژوئن به اطلاع کوزنتسوف برسد، او از پیش سپاه‌های ۳ و ۱۲ مکانیزه شوروی را مأمور به آغاز ضد حمله کرده بود. با فقدان اطلاعات روشن از تحرکات دشمن، کوزنتسوف سپاه‌های ۳ و ۱۲ شوروی را به ترتیب موظف به پیشروی از کداینیای به جانب شمال غربی و از شیاولیای به جانب جنوب شرقی در برابر نیروهایی از دشمن که بیشترین پیشروی را کرده بودند، ساخت. با انتقال لشکرهای پنجم تانک و هشتاد و چهارم تفنگ‌دار موتوریزه سپاه ۳ مکانیزه به ارتش یازدهم شوروی، این سپاه که موظف به رساندن خود به راسینیای و پاکسازی گذرگاه رود دوبیسا شده بود، می‌بایست ماموریت خود را تنها با لشکر دوم تانک شوروی که در گایژونای در ۱۲۰ کیلومتری شرق راسینیای مستقر بود، به انجام می‌رساند. این لشکر حرکت آهسته خود به سمت این هدف را در سکوت کامل رادیویی، ساعت ۱۷:۳۰ همان روز آغاز کرد. راه‌بندان در جاده اصلی در اثر حضور پناه‌جویان و حملات هوایی لوفت‌وافه، سرعت پیشروی لشکر دوم تانک شوروی را بسیار کاهش داد و آن را مجبور به استفاده از راه‌های خاکی نمود.
ساعات پایانی روز ۲۳ ژوئن قرارگاه لشکر ششم زرهی ورماخت مداوما اطلاعاتی از شناسایی هوایی نزدیک شدن پرسرعت تعداد زیادی از تانک‌های دشمن به جانب این لشکر، دریافت کرد. صبح روز ۲۴ ژوئن مشخص شد این نیروها در حال حرکت به سمت دو گذرگاه در سلطه دو گروه‌رزمی لشکر، هستند. سرتیپ لنتگراف سعی کرد جهت تقویت دو گروه‌رزمی و جلوگیری از عبور نیروهای شوروی از رود دوبیسا، به سرعت نیروی کمکی از بدنه اصلی لشکر به سوی راسینیای ارسال کند. این برنامه طبق انتظار پیش نرفت؛ چرا که مسیر این نیروهای علاوه بر لشکر دویست و نود و ششم پیاده‌نظام ورماخت، با مسیر لشکر یکم زرهی ورماخت نیز تلافی پیدا کرد.

## قوای طرفین
شمار و نسبت قوا و ادوات دو لشکر ششم زرهی ورماخت و دوم تانک شوروی پیش از آغاز نبرد به شرح زیر بود:
| نفرات و ادوات | نفرات و ادوات | لشکر ششم زرهی    | لشکر ششم زرهی | لشکر دوم تانک | لشکر دوم تانک | نسبت    |
| ------------- | ------------- | ---------------- | ------------- | ------------- | ------------- | ------- |
| نفرات         | نفرات         | ۱۵۶۰۰            | ۱۵۶۰۰         | ۹۳۸۲          | ۹۳۸۲          | ۱:۱.۶۶  |
| مسلسل         | سبک           | ۲۶۲              | ۲۶۲           | ۱۷۴           | ۱۷۴           | ۱:۱.۴۸  |
| مسلسل         | سنگین         | ۷۴               | ۷۴            | ۳۶            | ۳۶            | ۱:۱.۴۸  |
| مسلسل         | چهار لول      | ۰                | ۰             | ۱۱            | ۱۱            | ۱:۱.۴۸  |
| مسلسل         | کالیبر بزرگ   | ۰                | ۰             | ۶             | ۶             | ۱:۱.۴۸  |
| مسلسل         | مجموع         | ۳۳۶              | ۳۳۶           | ۲۲۷           | ۲۲۷           | ۱:۱.۴۸  |
| خمپاره‌انداز   | ۵۰ م‌م         | ۴۸               | ۴۸            | ۲۷            | ۲۷            | ۱:۱.۷۳  |
| خمپاره‌انداز   | متوسط         | ۸۱ م‌م            | ۳۰            | ۸۲ م‌م         | ۱۸            | ۱:۱.۷۳  |
| خمپاره‌انداز   | مجموع         | ۷۸               | ۷۸            | ۴۵            | ۴۵            | ۱:۱.۷۳  |
| توپ           | ضد تانک       | ۳۷ م‌م            | ۳۰            | ۰             | ۰             | -       |
| توپ           | ضد تانک       | ۵۰ م‌م            | ۱۸            |               |               | -       |
| توپ           | ضد تانک       | مجموع            | ۴۸            |               |               | -       |
| توپ           | صحرایی        | ۷۵ م‌م پیاده‌نظام  | ۲۰            | ۷۶ م‌م تیپ     | ۴             | ۱:۲.۵   |
| توپ           | صحرایی        | ۱۵۰ م‌م پیاده‌نظام | ۴             | -             | -             | ۱:۲.۵   |
| توپ           | صحرایی        | ۱۰۵ م‌م هویتزر    | ۲۴            | ۱۲۲ م‌م هویتزر | ۸             | ۱:۲.۵   |
| توپ           | صحرایی        | ۱۵۰ م‌م هویتزر    | ۱۲            | ۱۵۲ م‌م هویتزر | ۱۲            | ۱:۲.۵   |
| توپ           | صحرایی        | مجموع            | ۶۰            | مجموع         | ۲۴            | ۱:۲.۵   |
| توپ           | ضد هوایی      | ۲۰ م‌م            | ۱۲            | ۳۷ م‌م         | ۱۲            | ۱:۱     |
| تانک          | سبک           | پنزر ۱           | ۱۱            | تی-۲۶         | ۱۹            | ۱:۱.۱۱  |
| تانک          | سبک           | پنزر ۲           | ۴۷            | خ‌تی-۲۶        | ۱۲            | ۱:۱.۱۱  |
| تانک          | سبک           | پنتسر ۳۵(تی)     | ۱۵۵           | بی‌تی-۷        | ۱۱۶           | ۱:۱.۱۱  |
| تانک          | سبک           | مجموع            | ۲۱۳           | مجموع         | ۱۴۷           | ۱:۱.۱۱  |
| تانک          | متوسط         | پنزر ۴           | ۳۰            | تی-۳۸         | ۲۷            | ۱:۱.۱۱  |
| تانک          | سنگین         | ۰                | ۰             | کی‌وی-۱        | ۳۹            | ۱:۱.۱۱  |
| تانک          | سنگین         | کی‌وی-۲           | ۱۸            |               |               | ۱:۱.۱۱  |
| تانک          | سنگین         | مجموع            | ۵۷            |               |               | ۱:۱.۱۱  |
| تانک          | فرماندهی      | ۱۳               | ۱۳            | ۰             | ۰             | ۱:۱.۱۱  |
| تانک          | مجموع         | ۲۵۶              | ۲۵۶           | ۲۳۱           | ۲۳۱           | ۱:۱.۱۱  |
| خودروی زرهی   | بدون سلاح     | ۶                | ۶             | ۰             | ۰             | ۱.۵:۱   |
| خودروی زرهی   | با مسلسل      | ۳۴               | ۳۴            | ۲۷            | ۲۷            | ۱.۵:۱   |
| خودروی زرهی   | با توپ        | ۲۳               | ۲۳            | ۶۳            | ۶۳            | ۱.۵:۱   |
| خودروی زرهی   | مجموع         | ۶۰               | ۶۰            | ۹۰            | ۹۰            | ۱.۵:۱   |
| نفربر زرهی    | نفربر زرهی    | ۲۷               | ۲۷            | ۰             | ۰             | -       |
| کشنده         | کشنده         | ۱۲۶              | ۱۲۶           | ۱۷۰           | ۱۷۰           | ۱.۳۵:۱  |
| موتورسیکلت    | موتورسیکلت    | ۱۳۵۰             | ۱۳۵۰          | ۳۷            | ۳۷            | ۱:۳۶.۴۹ |

## آغاز نبرد
بعد از ظهر ۲۴ ژوئن مواضع گردان شناسایی لشکر ششم زرهی در شرق رود دوبیسا زیر حمله حدود ۱۰۰ تانک لشکر دوم تانک ارتش سرخ به فرماندهی سرتیپ ایگور سولیانکین از سپاه ۳ مکانیزه شوروی قرار گرفت. لشکر دوم تانک ارتش سرخ تنها لشکر تانک جبهه شمال غربی شوروی بود که به تانک‌های سنگین کی‌وی مجهز شده بود. به دستور سپهبد کوزنستوف نیروهای مکانیزه شوروی برای اجتناب از هدف قرار گرفتن توسط هواگردهای دشمن در ستون‌های کوچک به عملیات پرداختند. این نیروهای شوروی در عرض بیست دقیقه گردان موتورسوار لشکر ششم زرهی ورماخت را منهدم و ضربه سختی به هنگ ۱۱۴ پیاده‌نظام موتوریزه آن وارد آوردند. با مشاهده این وضعیت، سرتیپ لنتگراف دستور به بازیابی شرایط و گرد آمدن نیروهای زرهی لشکر در غرب راسینیای جهت اجرای پاتک در ساعت ۶ صبح روز بعد شدند. تانک‌های غول‌پیکر کی‌وی-۱ و کی‌وی-۲ با زیر گرفتن همه‌چیز و همه‌کس و با نبود هیچ سلاحی در گذرگاه برای متوقف کردن آن‌ها، پیش‌می‌رفتند. با رسیدن تانک‌های شوروی به گروه‌رزمی زکندورف در غرب رود، این نیرو با عجله با ایجاد یک خط دفاعی حالت تدافعی به خود گرفت. تانک‌های کی‌وی-۱ ارتش سرخ در مقابل آتش توپ‌های ۳۷ میلی‌متری ضد تانک و تانک‌های پنتسر ۳۵(تی) آلمانی کاملاً ایمن بودند و گلوله‌های آن‌ها از بدنه این تانک‌ها کمانه می‌کرد. در یک مورد ۷۰ گلوله به یک تانک کی‌وی-۲ اصابت نمود اما هیچ‌یک در زره آن نفوذ نکرد. این تانک‌ها با شکستن خط دفاعی خود را به مواضع توپخانه در اراضی پشت آن رساندند. تعداد بسیار اندکی از این تانک‌ها با اصابت گلوله‌های ضد تانک به شنی‌هایشان غیر متحرک و با گلوله توپخانه از فاصله نزدیک منهدم شدند. مهندسان تهاجمی آلمانی برای انهدام تانک‌های دشمن، به شکل پیاده بسته‌های انفجاری را به آن‌ها متصل می‌کردند. علاوه بر این نیروهای آلمانی سعی داشتند با تمرکز آتش مسلسل‌های خود بر ابزار دید و حلقه برجک تانک‌های دشمن، موجب گرفته شدن دید از خدمه و گیر کردن برجک آن‌ها شوند. در پی این آشفتگی به پا شده، یکی از افسران لشکر ششم زرهی با نادیده گرفتن تمامی سلسله‌مراتب، مستقیم به قرارگاه میدانی ارتشبد هوپنر گزارش کرد که «تا کنون همه‌چیز از دست رفته است.»
با درخواست کمک سرهنگ دوم زکندورف از قرارگاه لشکر، سرتیپ لنتگراف که دیگر هیچ ابزار مؤثری در اختیار نداشت، از او خواست تا رسیدن پشتیبانی از سپاه ۴۱ موتوریزه، موضع خود را حفظ کند. با وجود خوشبینی اولیه قرارگاه سپاه ۴۱ موتوریزه نسبت به اوضاع لشکر ششم زرهی، با دیدار سپهبد گئورگ-هانس راینهارت، فرمانده این سپاه از خط مقدم و با آگاهی از شرایط بحرانی آن، وعده ارسال چندین آتشبار توپ‌های ۸۸ میلی ضدهوایی که تنها سلاح مؤثر علیه تانک‌های کی‌وی دشمن فرض می‌شد، به این لشکر داده شد. ضد حمله مختصر هنگ ۱۱ زرهی لشکر ششم زرهی آسیب چندانی به تانک‌های شوروی وارد نیاورد اما آن‌ها را جهت دفع آن، وادار به توقف نمود تا از شدت تهاجم کاسته شود. ساعت ۱۵ نخستین آتشبار توپ‌های ۸۸ میلی‌متری خود را به لشکر ششم زرهی رساند و به رهبری سرتیپ لنتگراف راهی خط مقدم شد تا علیه دشمن به کار گرفته شود. در همین زمان تانک‌های شوروی در حال نزدیک شدن به ارتفاعات شرق راسینیای بودند. این توپ‌ها با جای‌گیری و استتار مناسب شروع به هدف قرار دادن تانک‌های دشمن کردند که با از بین بردن تعدادی از آن‌ها، منجر به توقف مجدد دشمن شد. اقدام نیروهای شوروی در همکاری با پیاده‌نظام برای دور زدن مواضع زکندورف نیز کار به جایی نبرد. با اتمام ذخیره کوچک مهمات ضد زره توپ‌های ۸۸ میلی‌متری، شبانگاه مقادیر بیشتری مهمات برای آن‌ها توسط هواگردها از طریق فرودگاه راسینیای ارسال گردید.
به هر حال، محدودهای ایجاد شده در اثر نبود رادیو، آموزش ضعیف و دکترین رزمی قدیمی در نیروهای ارتش سرخ، باعث شد تانک‌های آن در این نبرد از یکدیگر فاصله گرفته و به جای تمرکز بر یک هدف واحد، درگیر نبردهای انفرادی شوند. این نیروها تقریباً از هیچ پشتیبانی پیاده‌نظامی برخوردار نبودند و به سرعت با کمبود سوخت و مهمات مواجه گشتند. شلیک تانک‌های لشکر دوم تانک بی دقت و فرماندهی آن بی تاثیر بود. این لشکر مجبور بود به تنهایی و بدون هیچ اطلاعاتی از دشمن، پشتیبانی هوایی و کمکی از آرایش‌های مجاور خود، به مبارزه ادامه دهد. در طرف مقابل، آلمانی‌ها هم در سطح تاکتیکی و هم سطح عملیاتی به صورت جمعی می‌جنگیدند. آن‌ها آتش خود را بر تانک‌های کی‌وی دشمن متمرکز ساخته بودند. با این حال آلمانی‌ها که به سمت راسینیای عقب رانده شده بودند، همچنان با مشکل مواجه بودند.

### تانک تنها
یک تانک کی‌وی-۱ شوروی با نفوذ در عمق مواضع آلمانی، به گونه‌ای خط تلفن ارتباطی بین گروه‌رزمی راوس و قرارگاه لشکر را قطع کرده، به تنهایی راه تدارکاتی این گروه‌رزمی را بسته و ۱۲ کامیون تدارکاتی را مورد هدف قرار داد. تانک مزبور احتمالا قصد خروج از میدان مبارزه در حاشیه شرقی راسینیای را داشته تا اقدام به سوخت‌گیری یا تعمیر در مواضع بیرونی لشکر بکند اما تصادفا به اشتباه راه شمال را به‌جای شمال شرقی پیش گرفته و در اثر مشکل فنی یا اتمام سوخت در این موقعیت غیر متحرک شده بود. مردابی و شنی بودن اراضی اطراف جاده که موجب گیر کردن خودرو و کامیون‌های آلمانی می‌شد، امکان دور زدن تانک سد کننده راه را از بین برده بود. بسته شدن راه توسط این تانک موجب جان باختن چندین تن از نیروهای مجروح آلمانی شد که امکان انتقال آن‌ها به مراکز درمانی وجود نداشت. راوس که تصور می‌کرد نیروهای شوروی در حال تهاجم به پشت سر آن‌ها هستند، دستور به استقرار یک آتشبار ضد تانک در ارتفاعات مشرف به رود، یک آتشبار هویتزر در مجاورت آن و مسدود کردن راه توسط مهندسان رزمی داد. تانک‌های این گروه رزمی نیز در حالت آماده‌باش جهت اجرای ضد حمله قرار گرفتند. با گذشت چند ساعت تانک شوروی چندان تحرکی از خود نشان نداد و تنها چند بار به صورت پراکنده به سمت راسینیای شلیک کرد. با اعزام نیروهای شناسایی مشخص شد هیچ تمرکز نیرویی در اطراف آن تانک توسط دشمن انجام نگرفته‌است. با این حال که ظاهراً خطر تهاجم دشمن مرتفع شده بود، راوس دستور به از بین بردن یا دست کم دور کردن تانک مزاحم داد. یک آتشبار ضد تانک بدین منظور از طریق جنگل به نزدیکی آن تانک گسیل شد. اصابت هشت گلوله از چهار توپ ۵۰ میلی‌متری ضد تانک این آتشبار از فاصله ۶۰۰ تا ۱۰۰۰ متری آسیبی به آن وارد نکرد. این تانک که برای مدت طولانی بی تحرک باقی مانده بود، با چرخاندن لوله خود در پاسخ دو توپ را منهدم کرد و به دو توپ دیگر آسیب جدی وارد آورد. در ادامه یک توپ ۸۸ میلی ضدهوایی از درگیری‌های نزدیک راسینیای به این محل اعزام شد و با استفاده از پوشش دود و شعله حاصل از خودروهای منهدم شده توسط تانک دشمن، خود را به فاصله ۸۰۰ متری آن رساند. این توپ ضدهوایی نیز پیش از آن که بتواند شلیکی به سمت هدف انجام دهد، توسط آن تانک نابود و به خدمه آن تلفات وارد شد. تلاش ۱۲ تن از مهندسان رزمی آلمانی در پوشش تاریکی هوا، با چسباندن بسته انفجاری به این تانک در ساعت ۱ بامداد، آن را منهدم نکرد و تنها به شنی آن آسیب وارد نمود. تانک شوروی در پاسخ چند دقیقه اقدام به تیراندازی کور با مسلسل خود به اطراف نمود که به کسی آسیبی وارد نشد. اندکی پیش از طلوع آفتاب بسته انفجاری کوچک‌تری این بار به لوله تانک چسبانده شد که انفجار آن هیچ آسیبی به تانک نزد. روز ۲۵ ژوئن، هنگام اقدام به تهاجم ایضایی تانک‌های گردان ۶۵ زرهی آلمان از بین درختان جنگل‌های پراکنده اطراف جاده، جهت کشاندن توجه تانک دشمن به خود، یک توپ ۸۸ میلی‌متری دیگر خود را از پشت سر تانک، به موقعیت توپ منهدم شده قبلی رساند. از مجموع هفت گلوله اصابت کرده از این توپ به تانک، تنها دو گلوله در زره آن نفوذ کرد که باعث بی‌تحرکی آن گردید. پنج گلوله دیگر تنها فرورفتگی‌های عمیقی در بدنه آن ایجاد کرده بودند. با اقدام ناموفق نیروهای آلمان در باز کردن دریچه برجک، لوله تانک آسیب دیده مجدداً شروع به چرخش کرد که در نهایت پرتاپ نارنجک به درون تانک از راه حفره ایجاد شده در قسمت پایینی برجک، دریچه را از جا کنده و به مقاومت خدمه آن پایان بخشید. درحالی‌که برخی از گریختن شبانه خدمه تانک پس از اتمام مهمات خبر داده‌اند، گزارش‌های دیگری نیز از دفن دشمنان شجاع با تشریفات کامل نظامی توسط آلمانی‌ها نقل شده‌است.
نظام بسیار ناقص ثبت اطلاعات نیروها در ارتش سرخ در آن زمان امکان شناسایی هویت خدمه این تانک را نمی‌دهد و حتی موجب گمانه‌زنی‌های فراوانی در ارتباط با نوع این تانک شده است. به هر حال نشانه‌هایی چون میزان مهمات استفاده شده توسط این تانک و سرعت چرخش برجک آن نشان دهنده این است که تانک مورد نظر به احتمال زیاد کی‌وی-۱ بوده است. با این وجود گزارش آلمانی‌ها حکایت از دفن ۶ تن دارد درحالی‌که تانک‌های کی‌وی-۱ مجموعا ۵ خدمه داشته‌اند. پاسخ مشخصی برای این مسئله وجود ندارد؛ با این حال نقل مشاهده دو کمربند متعلق به افسران در بین این افراد، این احتمال را پدیدار می‌سازد که ممکن است با توجه به فضای بزرگ درون تانک کی‌وی-۱، این تانک فرمانده دیگری را که تانک خود را از دست داده بوده، در خود جای داده باشد.

## پایان نبرد
سپهبد راینهارت با مشاهده این وضعیت، به لشکر یکم زرهی فرمان داد با توقف پیشروی در تیتوونای، عازم یاری لشکر ششم زرهی در راسینیای شود. تانک‌های از رمق افتاده شوروی نهایتاً پیش از ورود به شهر، در شرق راسینیای متوقف شدند. در همین حال آلمانی‌ها به سرعت در حال بازیابی خود و نیروهای گروه‌رزمی راوس در آن سوی رود دوبیسا، در حال حرکت به سمت موضع اولیه آغاز نبرد بودند. با قرار گرفتن در معرض محاصره، سولیانکین وادار به عقب کشیدن تانک‌های باقیمانده‌اش به جانب شرقی رود دوبیسا گشت. با این وجود تنها ۳۰ تانک لشکر او از جمله ۲۱ تانک کی‌وی همچنان در شرایط عملیاتی بودند. همزمان سرتیپ الکسی کورکین، فرمانده سپاه ۳ مکانیزه شوروی که در ناحیه عملیاتی تنها لشکر خود حضور داشت، به شکل بی‌ثمری از فرماندهی بالاتر درخواست پوشش هوایی در مقابل بمباران‌های بی‌وقفه هواگردهای آلمانی کرد. در این شرایط با وجود گلایه افسران لشکر ششم زرهی ورماخت از نبود پشتیبانی هوایی در تمامی طول روز ۲۴ ژوئن، لوفت‌وافه در حال هدف قرار دادن ستون‌های پشت سر لشکر دوم تانک شوروی بود. همین مسئله بود که موجب اتمام سریع سوخت و مهمات این لشکر گشت. در همین زمان، سرلشکر کلنوف، رئیس ستاد جبهه شمال غربی شوروی اعلام کرد تمهیداتی در حال اجراست که از طریق هوایی به لشکر دوم تانک سوخت رسانده شود. به هر حال، با توجه به شرایط برتری هوایی لوفت‌وافه و خسارات سنگین وارد آمده به هواگردهای شوروی این تمهیدات کار به جایی نبرد. 
راه‌های شنی و خلنگ‌زارهای مسیر پیشروی لشکر یکم زرهی را کند کرده بود اما این لشکر پس از گذر از رود دوبیسا در لیدوونای و تعقیب یگان‌های راوس در طول این رود، به حرکت خود به جانب شرق و جنوب پشت سر تانک‌های لشکر سولیانکین ادامه داد و ساعت ۸:۴۰ روز ۲۵ ژوئن با الحاق به مابقی نیروهای لشکر ششم زرهی در سوکاجیای، لشکر دوم تانک شوروی را کاملاً به محاصره انداخت. در همین مدت نیروهای گروه‌رزمی زکندورف جهت اجتناب از عقب راندن نیروهای دشمن که باعث خروج آن‌ها از حلقه محاصره می‌شد، موقتاً حملات خود را متوقف کرده بودند. با تنگ‌تر شدن حلقه محاصره، کورکین از طریق مخابره رادیویی با فریادی از سر استیصال به فرماندهی جبهه شمال غربی گفت: «کمک، من محاصره شده‌ام.» لشکرهای یازدهم و چهل و هشتم تفنگ‌دار شوروی که ضربه سختی از نیروهای زرهی و حملات هوایی آلمانی خورده بودند، تنها سیر اتفاقات را نظاره می‌کردند. تقریباً همه نیروهای سولیانکین داخل حلقه محاصره بودند و با اتمام سوخت خودروهایشان نتوانستند به خارج از آن عقب‌نشینی کنند. اقدام بی‌نتیجه بقایای این نیرو از شب ۲۵ ژوئن تا صبح روز بعد برای خروج از محاصره به سمت شمال و شرق نتیجه‌ای دربر نداشت. روز ۲۶ ژوئن سپهبد کوزنستوف به ارتش هشتم و سپاه‌های ۳ و ۱۲ مکانیزه شوروی دستور داد یک گردان قدرتمند تانک از نیروهای لشکرهای خود ایجاد کرده و مقادیر کافی سوخت و مهمات تهیه نمایند تا با یک تهاجم به سمت راسینیای در پشت مواضع دشمن، به لشکر دوم تانک سوخت برسانند و در خروج از محاصره آن را یاری کنند. کورکین نیز موظف شد پس از دریافت سوخت، ترتیب خروج از محاصره به سمت شاولی و اتصال به لشکر بیست و هشتم تانک شوروی را بدهد. زمان آغاز این عملیات صبح ۲۷ ژوئن مقرر گردید. از همان ابتدا هیچ امیدی به عملی شدن چنین فرمان خوش‌باورانه‌ای وجود نداشت؛ چرا که ارتش هشتم جز لشکر دوم تانک سپاه ۳ مکانیزه و سپاه ۱۲ مکانیزه، هیچ یگان تانک دیگری در اختیار نداشت و از همین مقدار نیز لشکر دوم تانک و قرارگاه سپاه ۳ مکانیزه درون محاصره قرار داشتند. سپاه ۱۲ مکانیزه نیز که با تحمل تلفات سنگین در حال عقب‌نشینی بود تا خود درون محاصره نیفتد، شرایط بهتری نداشت. روز ۲۷ ژوئن قرارگاه این سپاه به تصرف آلمانی‌ها درآمد و سرتیپ شستوپالوف، فرمانده آن ضمن برداشتن جراحتی جدی، به اسارت درآمد. در نهایت تنها یک تانک بی‌تی-۷ به همراه چهارصد تن از نیروهای لشکر دوم تانک شوروی قادر گشتند از مهلکه راسینیای بگریزند. در پایان نبرد سولیانکین به همراه بسیاری دیگر از نفراتش از بین رفته و بیش از ۲۰۰ تانک آن‌ها منهدم شد یا به غنیمت آلمانی‌ها درآمد. تلفات وارده به نیروهای آلمانی نیز قابل توجه بود اما نیروهای ورماخت به هر صورت توانستند مواضع مورد درگیری را حفظ کنند. بر اساس گزارش آلمانی‌ها، نیروهای لشکر ششم زرهی ورماخت در جریان این نبرد تنها توانسته بودند ۵ تانک کی‌وی دشمن را از مجموع ۴۰ تا ۴۵ تانک کی‌وی آن‌ها منهدم نمایند و مابقی این تانک‌ها به جهت مشکلات مکانیکی یا اتمام سوخت توسط خدمه آن‌ها رها شدند. اسناد رزمی لشکر دوم تانک شوروی به همراه خود لشکر نابود گشتند تا کسب اطلاع از سرنوشت تانک‌های آن غیرممکن بشود. به هر صورت و با اقبال بلند، الکسی کورکین نیز توانست به همراه تعدادی از افسران قرارگاهش، دو ماه بعد خود را به خطوط نیروهای خودی برساند.

## پیامدها
نبرد راسینیای تنها وقفه مختصری در پیشروی نیروهای آلمانی ایجاد کرد درحالی‌که پس از آن ادوات زرهی چندانی دیگر در اختیار جبهه شمال غربی شوروی باقی نمانده بود. با این حال نتایج این نبرد یکی از عواملی بود که به آلمانی‌ها نشان داد فرض برتری نیروهای زرهی ورماخت بسیار خوشبینانه است و آن‌ها را به فکر توسعه تانک‌های بزرگ‌تر و سنگین‌تر انداخت.